# Пърт
Вижте пояснителната страница за други значения на Пърт.
Пърт (на гаелски Peairt; на английски: Perth, произнася се [pəːθ]) е град в Централна Шотландия, близо до устието на река Тей.
Той е историческа столица на Кралство Шотландия и на бившето графство Пъртшър. Административен център на област Пърт анд Кинрос. Население 43 590 жители от преброяването през 2004 г.
Пърт е наричан „Красивият град“ (The Fair City). При преоценката на формалните критерии за голям град (city) през 90-те години на XX век градът не е включен в списъка на одобрените градове и ефективно е принизен до градче (town), което се възприема болезнено за шотландската национална гордост.
Много градове и градчета по света носят името Пърт по името на шотландския град, като най-известен е град Пърт – столица на щата Западна Австралия.

## История
В близост до Пърт се намира град Скон, където върху Камъка от Скон са били коронясвани шотландските крале от Кенет I (843 – 858) до Александър III (1249 – 1286). Пърт на практика е бил столица, защото кралският съд често е заседавал в него.
Крал Дейвид I дава статут на „burgh“ (град) на Пърт в началото на XII век, и през XII-XIII век градът е един от най-богатите търговски градове в Шотландия. Разкопки потвърждават търговията с луксозни стоки (коприна от Испания, керамика от Франция). Голяма част от града е разрушена от наводнение на река Тей през 1210 г.
При нахлуването на английския крал Едуард I през 1296 г., дало началото на първата война за независимост на Шотландия, Пърт е нападнат. Защитен само с ров и слабо укрепен, градът пада бързо. Англичаните усилват укрепленията, но след възвръщането на града от Робърт I те са сринати.
Планирайки да направи Пърт английска база в Шотландия, крал Едуард III накарва шест манастира в Пъртшър и Файф да платят за изграждането на дебели защитни стени, кули и укрепени порти около града. Това го прави най-защитеният град на Шотландия през Средновековието. След Якобитското въстание през 1745 г. започва разрушаването на укрепленията и до края на XVIII век те са напълно разрушени.
След 1760 г. промишлеността се развива и основните продукти на износа са лен, кожи и уиски. Водопроводна и газопреносна мрежи са изградени през 20-те години на XIX век, а града е електрифициран през 1901 г.
Местоположението на града е благоприятно за развитието му като транспортен възел и освен пристанищен град, той става жп гара в 1848 г. В края на XIX век по улиците се появяват омнибуси, но скоро те са заменени от електрически трамваи.
Пърт е едно от 26 градчета, наддаващи за статут на град при отбелязването на Диамантения юбилей на кралицата през 2012 г. На 14 март 2012 градският статут на Пърт бива успешно възстановен и така става седмият град в Шотландия.

## Спорт
Представителният футболен отбор на града носи името „ФК Сейнт Джонстън“. Състезава се в Шотландската премиър лига.

## Побратимени градове
- Ашафенбург, Германия
- Бидгошч, Полша
- Псков, Русия
- Пърт, Канада
- Хайкоу, Китай